# 苏联空军志愿队烈士墓
苏联空军志愿队烈士墓位于湖北省武汉市江岸区解放公园内，安葬有15位在抗日战争中牺牲的苏联空军志愿队烈士的遗骨。原为湖北省文物保护单位，2019年10月7日升格为第八批全国重点文物保护单位。原烈士墓位于汉口万国公墓。1956年迁至今解放公园内。墓地面积超过17000平方米，由花坛草坪、纪念碑和烈士墓组成。整个墓地依照苏联的习俗建立，纪念碑是方锥形，墓台是长方形。墓碑碑座四面镌刻着中苏两国国徽浮雕，碑身背面用中俄两种文字铭刻着：“中国人民抗日战争中牺牲的苏联空军志愿队烈士永垂不朽！”与纪念碑相对的是烈士墓的墓台，淡青色的花岗石墓台长约32米，高3米，上面记载的是墓碑文和烈士们的名单。
2015年俄罗斯驻华大使馆重新确定了14位牺牲并安葬于武汉市的苏联空军飞行队烈士的姓名。
2019年10月18日（第七届世界军人运动会开幕当天），军运会俄罗斯代表团前往祭奠，为苏联空军志愿队烈士墓敬献花圈。

## 墓区

### 墓志铭
墓志铭采用中（繁体）、俄两种文字铭刻，全文如下：
|  |  |  |

## 图集

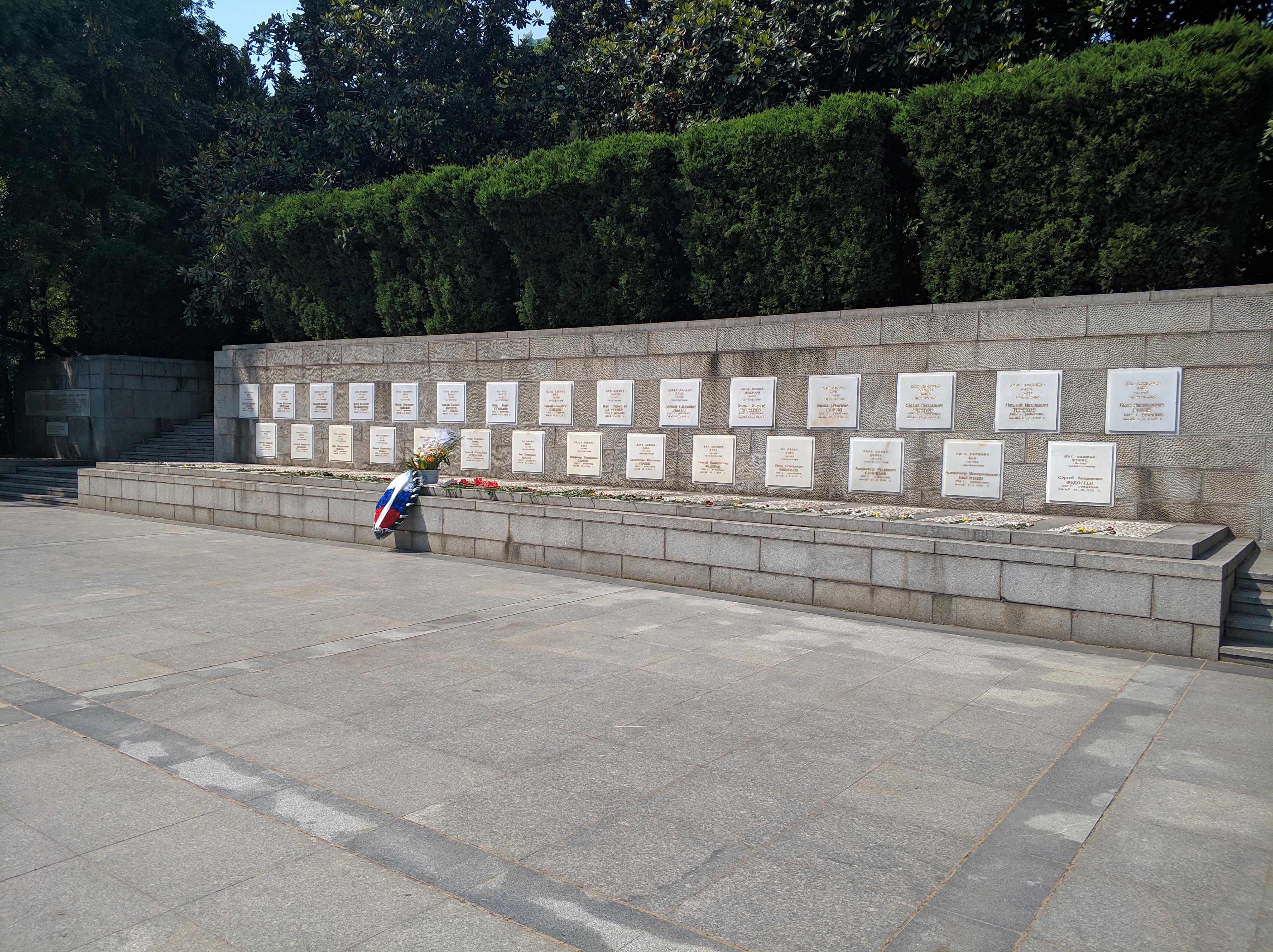
墓台
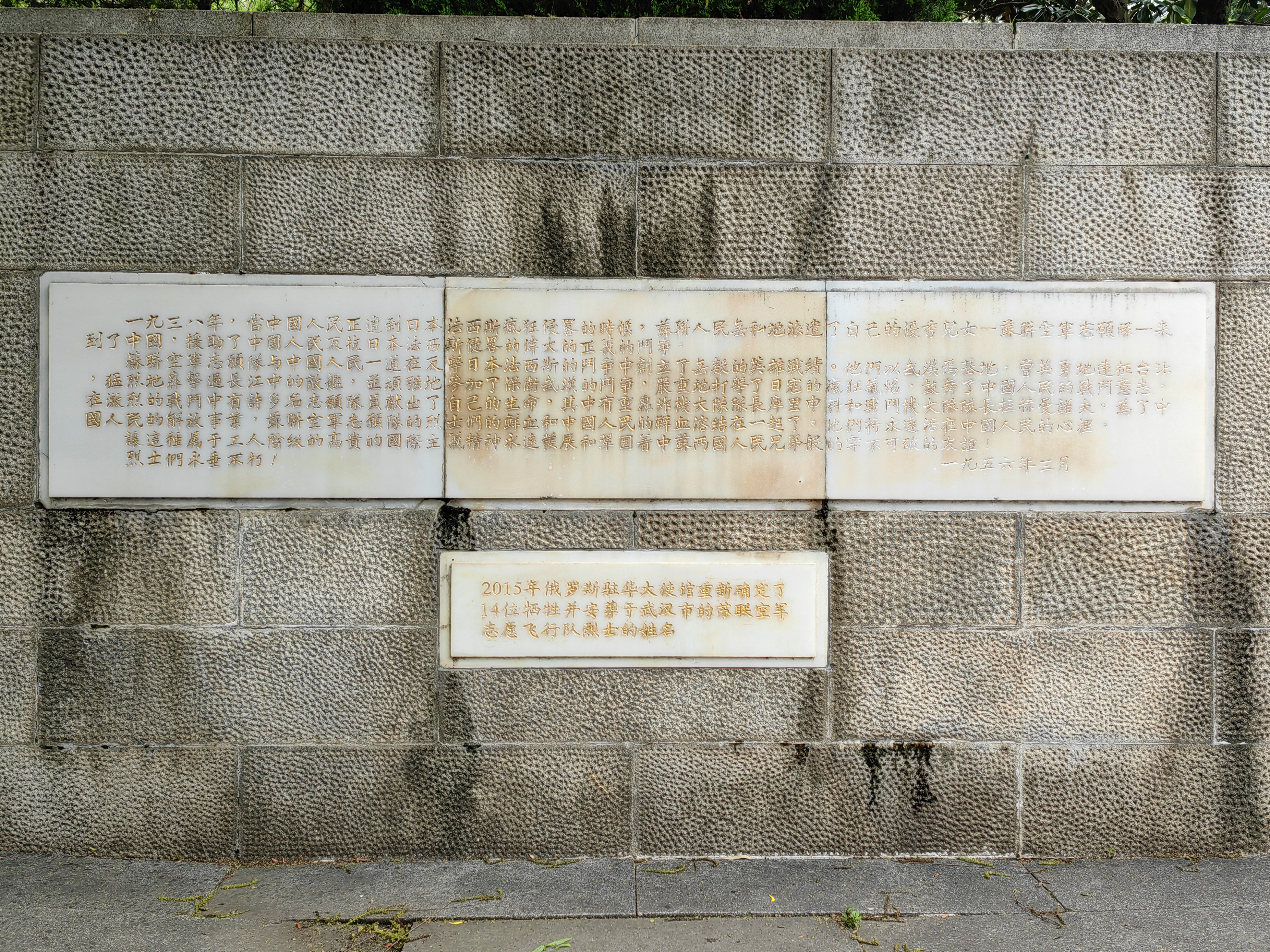
中文墓志铭
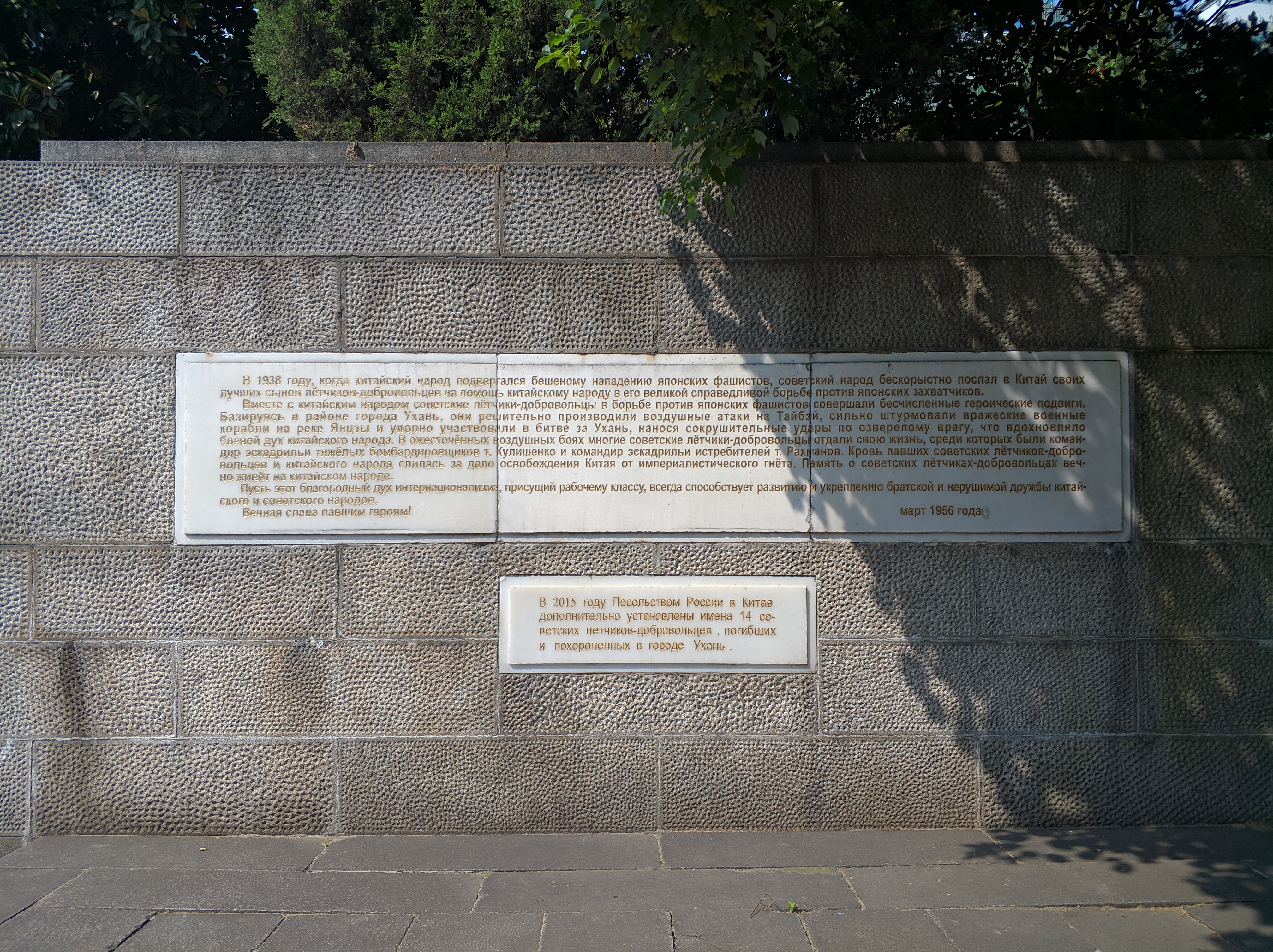
俄语墓志铭
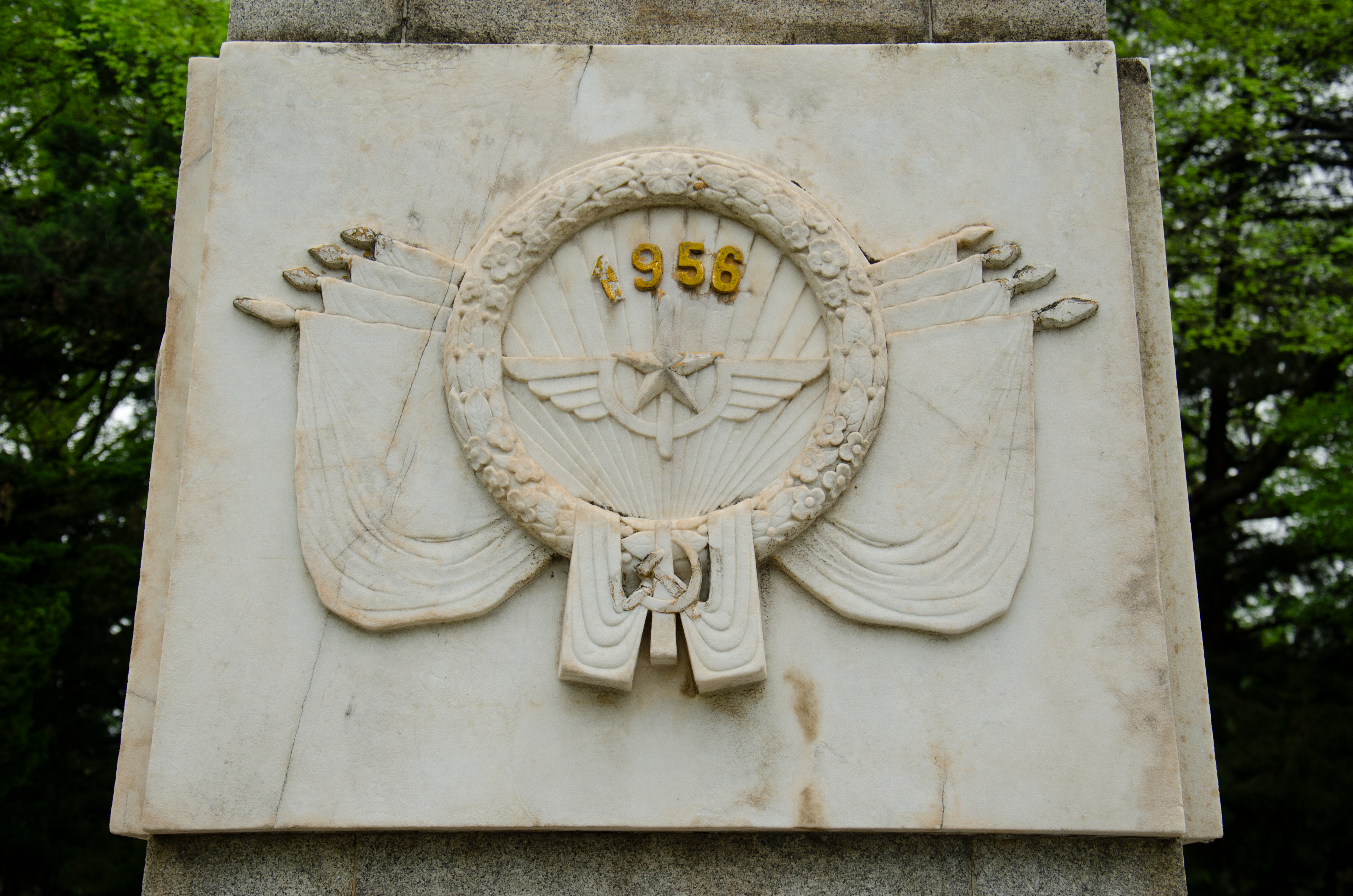
纪念碑侧面浮雕
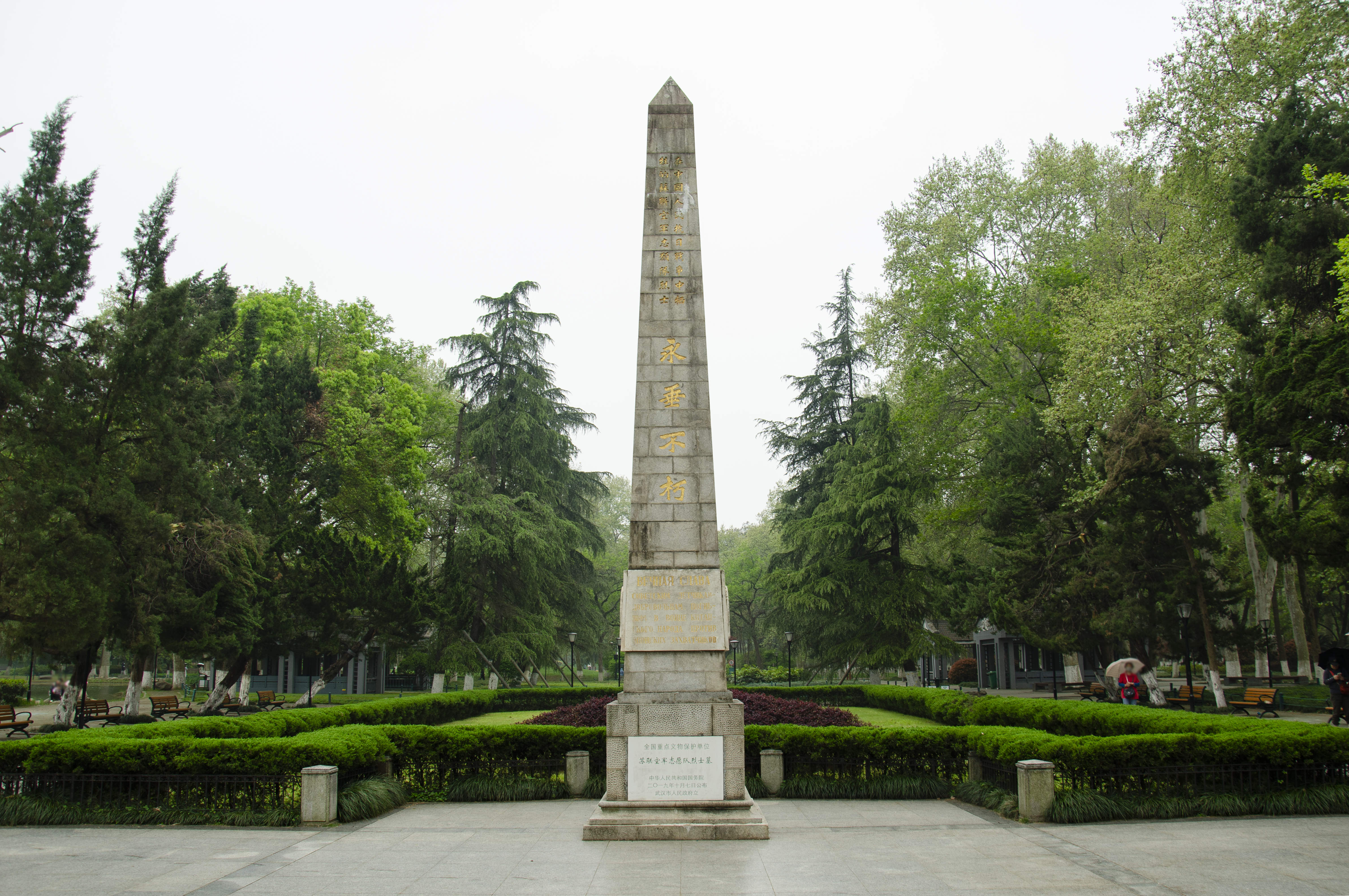
纪念碑背面
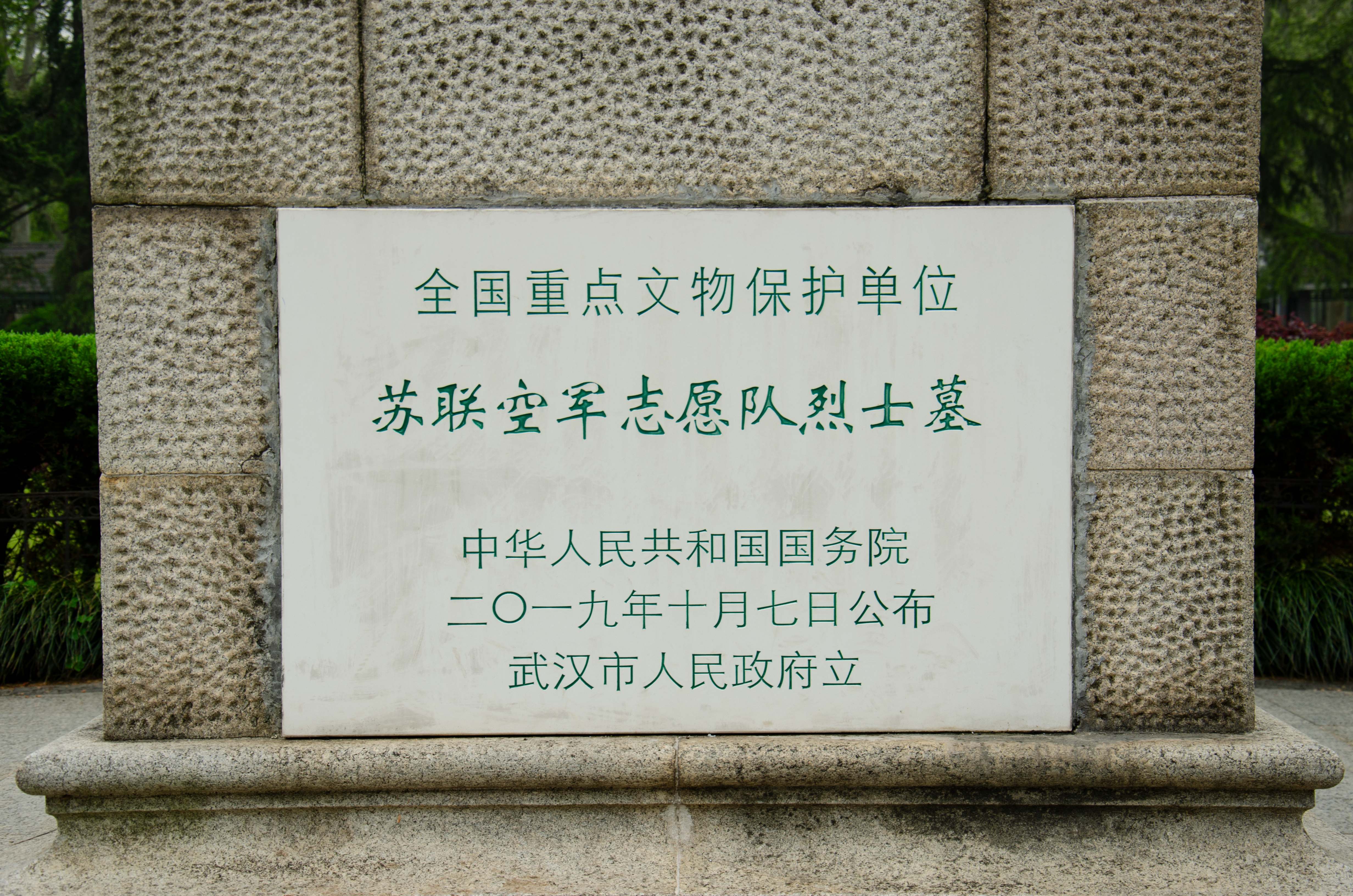
文物保护单位标志